# 胡其俊 (电工)
胡其俊（1929年—2007年10月1日），前北京供电局电工，因其于1951年至1977年间长达26年的时间里负责北京天安门广场上的国旗升降旗任务而出名。
胡其俊于1951年9月30日晚接到于第二天国庆负责升旗任务的通知，当时广场并无每日固定升降中华人民共和国国旗的习惯。此后，天安门广场升降国旗的任务便一直由胡其俊负责，由于此时没有每天升旗的要求，因此只有在外访或重大节日时，才会通知他来升旗，完成升旗后他便需要赶往供电局工作。胡其俊的升旗工作一直持续到了1977年5月1日，直到次日由专门的国旗班接替工作，这期间由胡创造的不少升旗惯例后来都成为了天安门国旗护卫队的正式升旗流程。此后胡其俊仍多次前往天安门广场观看升旗仪式。
1989年10月，胡其俊退休。2007年10月1日11时许，胡其俊在其家中去世，享年78岁，临终前的遗言是“该升旗了”。去世后遗体破格覆盖国旗，第一任与第八任天安门国旗班班长均亲临告别。